# Les Pavillons-sous-Bois

Położenie Les Pavillons-sous-Bois w ramach aglomeracji paryskiej

Les Pavillons-sous-Bois – miejscowość i gmina we Francji, w regionie Île-de-France, w departamencie Sekwana-Saint-Denis.
Według danych na rok 1990 gminę zamieszkiwało 17 375 osób, a gęstość zaludnienia wynosiła 5950 osób/km² (wśród 1287 gmin regionu Île-de-France Les Pavillons-sous-Bois plasuje się na 170. miejscu pod względem liczby ludności, natomiast pod względem powierzchni na miejscu 818.).